# Pechölbrennen im östlichen Mühlviertel

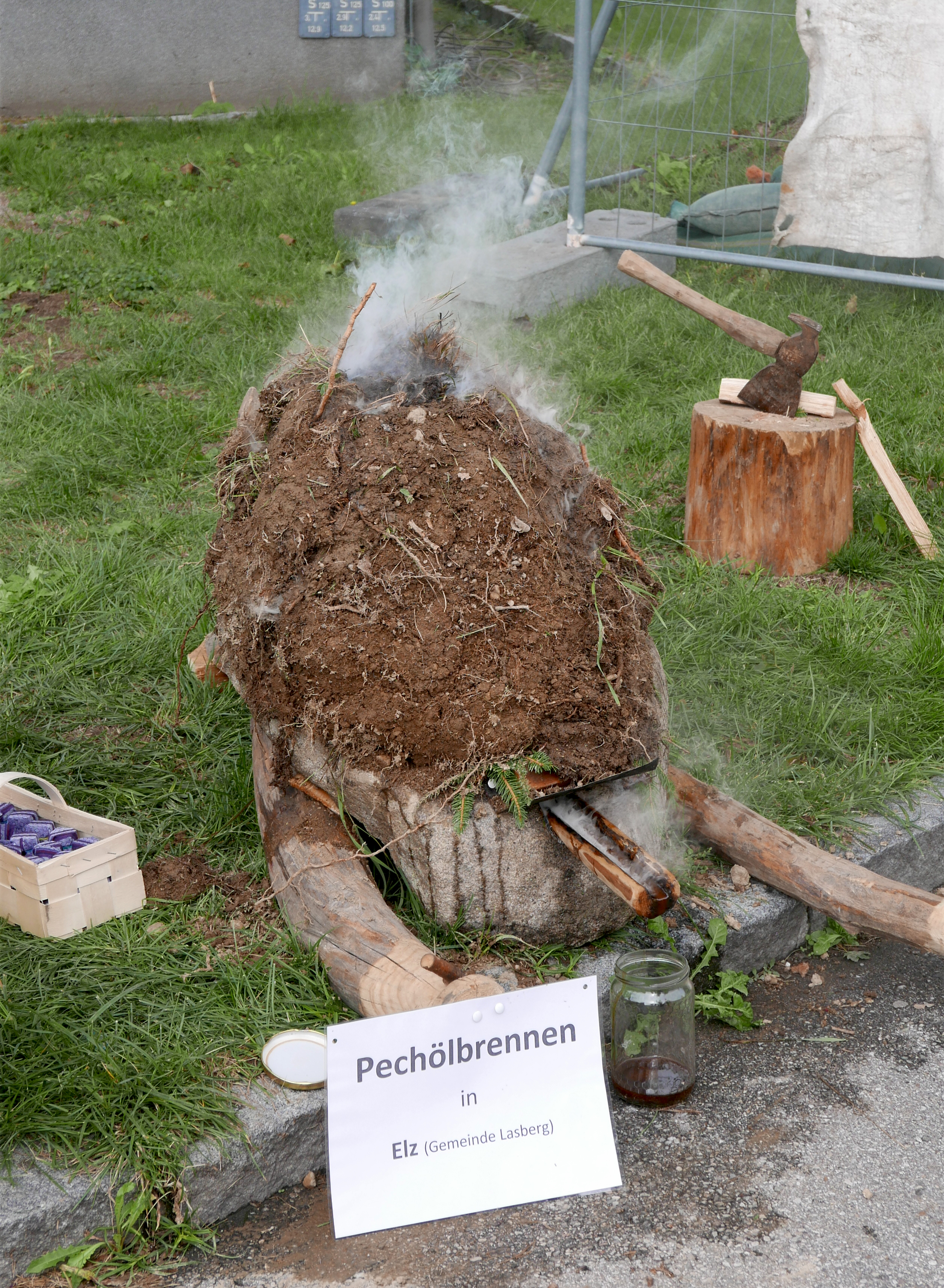
Demonstration des Pechölbrennens im Rahmen der Ortsbildmesse in Ternberg 2019

Das Pechölbrennen ist ein traditionelles Handwerk, das im östlichen Mühlviertel (Bezirke Freistadt und Perg) gepflegt wird. Es stellt nicht zuletzt aufgrund der speziell geformten Pechölsteine eine regionale Besonderheit dar, die seit 2013 von der UNESCO als Immaterielles Kulturerbe geführt wird (siehe Immaterielles Kulturerbe in Österreich).

## Pechöl
Pechöl hatte vielfältige Anwendungen, so wie Pech insgesamt, es wurde vor allem als Schmiermittel eingesetzt. Größere Bedeutung hatte es auch in der Volks- und Tiermedizin, das Interesse daran ließ aber im Lauf des 20. Jahrhunderts nach. Nichtsdestoweniger gibt es einige Familien, die dieses jahrhundertealte Handwerk noch betreiben, Herstellung und Verkauf von Pechöl dient dabei auch folkloristischen und touristischen Zwecken.

## Pechölbrennen
Beim Pechölbrennen werden harzhaltige Fichtenzweige auf den Stein gelegt und mit Erde vermischt, so dass ein sogenannter Meiler entsteht, dieser wird dann entzündet. Nach etwa zwei Stunden beginnt die Flüssigkeit zu laufen, die in einem darunterstehenden Gefäß aufgefangen wird.

## Pechölsteine

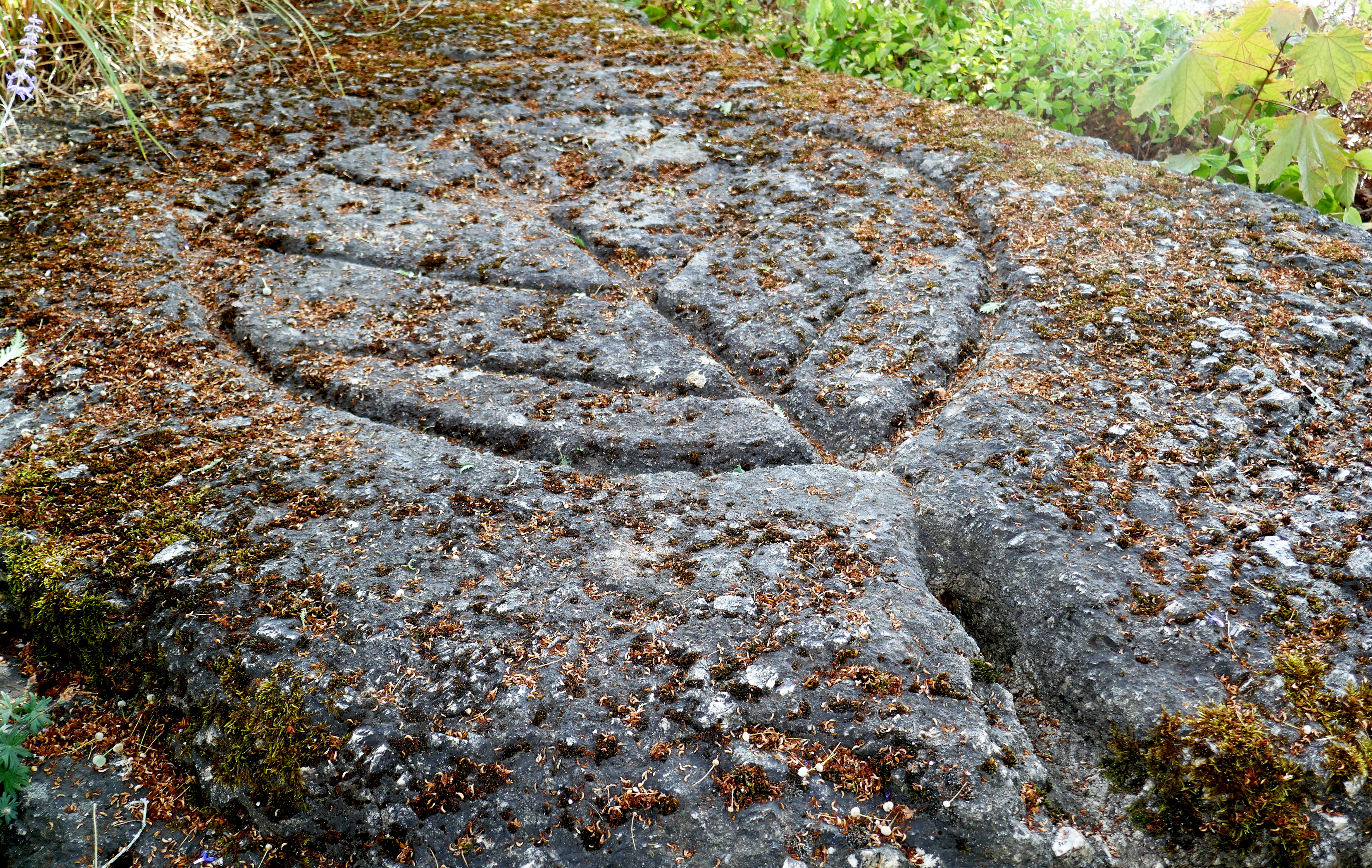
Pechölstein in Gutau

Die Pechölsteine im östlichen Mühlviertel unterscheiden sich von solchen in anderen deutschsprachigen Gegenden dadurch, dass sie mit wenigen Ausnahmen keine Hohl- oder Kesselform aufweisen, sondern Abflussrillen für die Flüssigkeit, die vom Aussehen her an Blattrippen erinnern und oft auch blattförmig gestaltet sind. Sie bestehen fast immer aus Granit, oft aus Weinsberger Granit.
Es gibt noch etwa 90 Exemplare in der Region, von denen zwölf unter Schutz stehen – meist wurden sie vom Land Oberösterreich als Naturdenkmal ins Naturschutzbuch eingetragen, zwei Exemplare wurden vom Bundesdenkmalamt unter Schutz gestellt. Darüber hinaus wurde in Elz (Gemeinde Lasberg) ein Pechölwanderweg eingerichtet, der an drei Pechölsteinen vorbeiführt und in Schautafeln das Pechölbrennen erklärt.